# Ат Тубу (Сирія)
Ат Тубу (англ. Aţ Ţūb, араб. الطوب) — поселення у Сирії, що складає численну сирійську арабську общину в нохії Мухасан, яка входить до складу мінтаки Дайр-ез-Заур у східній сирійській мухафазі Дайр-ез-Заур.